# Agrupació d'Escriptors Catalans
L'Agrupació d'Escriptors Catalans fou un sindicat d'escriptors catalans, creat dins la UGT, que va funcionar del 1936 al 1937 i que fou l'antecedent de la Institució de les Lletres Catalanes fundada el 1937.
L'Agrupació es va constituir el setembre del 1936 dins la Unió General dels Treballadors i en va ser president l'escriptor sabadellenc Joan Oliver. Mentre va durar, va organitzar el Servei de Biblioteques al Front –que procurava lectura als combatents– i va buscar ajuts a l'estranger per als escriptors.